# Danh sách cầu thủ tham dự giải vô địch bóng đá U-17 thế giới 2005
Cầu thủ in đậm từng thi đấu cho đội tuyển quốc gia.

## Bảng A

### Perú
Huấn luyện viên:  José Pavoni
| Số | Vt | Cầu thủ                 | Ngày sinh (tuổi)            | Số trận | Câu lạc bộ        |
| -- | -- | ----------------------- | --------------------------- | ------- | ----------------- |
| 1  | TM | Wilfredo Caballero      | 14 tháng 5, 1988 (17 tuổi)  |         | Universitario     |
| 2  | HV | Christian Ramos (c)     | 4 tháng 11, 1988 (16 tuổi)  |         | Sporting Cristal  |
| 3  | HV | Ricardo Uribe           | 9 tháng 10, 1988 (16 tuổi)  |         | Alianza Lima      |
| 4  | HV | Christian Laura         | 13 tháng 2, 1988 (17 tuổi)  |         | Sporting Cristal  |
| 5  | HV | Kerwin Peixoto          | 21 tháng 2, 1988 (17 tuổi)  |         | Alianza Lima      |
| 6  | TV | Luis Galliquio          | 22 tháng 8, 1988 (17 tuổi)  |         | Sporting Cristal  |
| 7  | HV | José Mesarina           | 15 tháng 11, 1988 (16 tuổi) |         | Alianza Lima      |
| 8  | TV | Gianfranco Espejo       | 4 tháng 3, 1988 (17 tuổi)   |         | Sporting Cristal  |
| 9  | TĐ | Daniel Chávez           | 8 tháng 1, 1988 (17 tuổi)   |         | Academia Cantolao |
| 10 | TĐ | Carlos Elías            | 23 tháng 3, 1988 (17 tuổi)  |         | Alianza Lima      |
| 11 | TĐ | Javier Carnero          | 13 tháng 7, 1988 (17 tuổi)  |         | Sporting Cristal  |
| 12 | TM | Gian Franco Castellanos | 8 tháng 4, 1988 (17 tuổi)   |         | Sporting Cristal  |
| 13 | TV | Carlos Zambrano         | 10 tháng 7, 1989 (16 tuổi)  |         | Academia Cantolao |
| 14 | TĐ | Jesús Rey               | 9 tháng 2, 1988 (17 tuổi)   |         | Universitario     |
| 15 | TV | Miguel Cárdenas         | 31 tháng 5, 1988 (17 tuổi)  |         | Alianza Lima      |
| 16 | TV | Carlos Flores           | 9 tháng 1, 1988 (17 tuổi)   |         | Alianza Lima      |
| 17 | TV | Josepmir Ballón         | 21 tháng 3, 1988 (17 tuổi)  |         | Academia Cantolao |
| 18 | TV | Walter Bồ Đào Nha       | 9 tháng 3, 1988 (17 tuổi)   |         | Alianza Lima      |
| 19 | TM | Bruno Enriquez          | 13 tháng 5, 1988 (17 tuổi)  |         | Alianza Lima      |
| 20 | HV | José Zavala             | 14 tháng 12, 1988 (16 tuổi) |         | Academia Cantolao |

### Ghana
Huấn luyện viên:  David Duncan
| Số | Vt | Cầu thủ             | Ngày sinh (tuổi)            | Số trận | Câu lạc bộ            |
| -- | -- | ------------------- | --------------------------- | ------- | --------------------- |
| 1  | TM | Ernest Sowah        | 31 tháng 3, 1988 (17 tuổi)  |         | Soccer Mercenaries    |
| 2  | HV | Emmanuel Adjetey    | 15 tháng 12, 1988 (16 tuổi) |         | Ashanti Gold SC       |
| 3  | TĐ | Razak Salifu        | 1 tháng 10, 1988 (16 tuổi)  |         | All Blacks            |
| 4  | HV | James Tagoe         | 6 tháng 7, 1988 (17 tuổi)   |         | Chance for Children   |
| 5  | HV | Ernest Danso        | 25 tháng 11, 1989 (15 tuổi) |         | Nania FC              |
| 6  | TV | David Telfer        | 1 tháng 12, 1988 (16 tuổi)  |         | Ashanti Gold SC       |
| 7  | HV | Mubarak Wakaso      | 25 tháng 7, 1990 (15 tuổi)  |         | Ashanti Gold          |
| 8  | HV | Samad Oppong        | 21 tháng 7, 1988 (17 tuổi)  |         | Corners Babies        |
| 9  | TĐ | Agyemang Opoku      | 7 tháng 6, 1989 (16 tuổi)   |         | Ashanti Gold          |
| 10 | TĐ | Sadat Bukari        | 12 tháng 4, 1989 (16 tuổi)  |         | Heart of Lions        |
| 11 | HV | Jonathan Quartey    | 2 tháng 6, 1988 (17 tuổi)   |         | Heart of Lions        |
| 12 | HV | Emmanuel Ansong (c) | 22 tháng 10, 1989 (15 tuổi) |         | Great Olympics        |
| 13 | TV | Francis Sogbe       | 8 tháng 3, 1988 (17 tuổi)   |         | Inter Allies          |
| 14 | TV | Anthony Adarkwa     | 15 tháng 8, 1989 (16 tuổi)  |         | Nungua United         |
| 15 | TĐ | Awudu Abubakar      | 16 tháng 10, 1988 (16 tuổi) |         | State Envoys          |
| 16 | TM | Seth Obodai         | 11 tháng 7, 1989 (16 tuổi)  |         | Winneba Academy       |
| 17 | TV | Charles Boateng     | 14 tháng 12, 1989 (15 tuổi) |         | Nania                 |
| 18 | TĐ | George Appiah       | 13 tháng 8, 1989 (16 tuổi)  |         | Liberty Professionals |
| 19 | TM | Nana Bonsu          | 1 tháng 12, 1988 (16 tuổi)  |         | Zaytuna               |
| 20 | TĐ | Ernest Asante       | 6 tháng 11, 1988 (16 tuổi)  |         | Feyenoord Fetteh      |

### Trung Quốc
Huấn luyện viên:  Zhang Ning
| Số | Vt | Cầu thủ          | Ngày sinh (tuổi)            | Số trận | Câu lạc bộ         |
| -- | -- | ---------------- | --------------------------- | ------- | ------------------ |
| 1  | TM | Wang Dalei       | 10 tháng 1, 1989 (16 tuổi)  |         | Dalian Tielu       |
| 2  | HV | Cui Nanri        | 27 tháng 1, 1988 (17 tuổi)  |         | Yanbian            |
| 3  | HV | Tang Naixin      | 29 tháng 4, 1988 (17 tuổi)  |         | Liaoning           |
| 4  | TV | Li Linfeng       | 9 tháng 1, 1988 (17 tuổi)   |         | Shandong Luneng    |
| 5  | HV | Gu Cao           | 31 tháng 5, 1988 (17 tuổi)  |         | Shanghai Shenhua   |
| 6  | TV | Cai Yaohui       | 8 tháng 1, 1988 (17 tuổi)   |         | Dongguan Nancheng  |
| 7  | TĐ | Yu Dabao         | 18 tháng 4, 1988 (17 tuổi)  |         | Qingdao Hailifeng  |
| 8  | TĐ | Yang Jian        | 4 tháng 10, 1988 (16 tuổi)  |         | Shenzhen Jianlibao |
| 9  | TĐ | Gu Jinjin        | 14 tháng 4, 1989 (16 tuổi)  |         | Tianjin Teda       |
| 10 | TV | Zhu Yifan        | 1 tháng 3, 1988 (17 tuổi)   |         | Beijing Hyundai    |
| 11 | TM | Zhang Xu         | 19 tháng 5, 1988 (17 tuổi)  |         | Shandong Luneng    |
| 12 | TĐ | Wang Gang        | 17 tháng 2, 1989 (16 tuổi)  |         | Tianjin Teda       |
| 13 | TV | Li Zhuangfei (c) | 24 tháng 1, 1988 (17 tuổi)  |         | Shandong Luneng    |
| 14 | TV | Du Longquan      | 29 tháng 5, 1988 (17 tuổi)  |         | Liaoning           |
| 15 | TĐ | Wang Xuanhong    | 24 tháng 7, 1989 (16 tuổi)  |         | Liaoning           |
| 16 | TĐ | Deng Zhuoxiang   | 24 tháng 10, 1988 (16 tuổi) |         | Wuhan Huanghelou   |
| 17 | TM | Chi Wenyi        | 18 tháng 2, 1988 (17 tuổi)  |         | Yanbian            |
| 18 | TĐ | Yang Xu          | 12 tháng 2, 1988 (17 tuổi)  |         | Liaoning           |
| 19 | TV | Huang Jie        | 7 tháng 2, 1989 (16 tuổi)   |         | Shanghai Shenhua   |
| 20 | HV | Wang Weilong     | 24 tháng 2, 1988 (17 tuổi)  |         | Shandong Luneng    |

### Costa Rica
Huấn luyện viên:  Geovanni Alfaro
| Số | Vt | Cầu thủ               | Ngày sinh (tuổi)           | Số trận | Câu lạc bộ    |
| -- | -- | --------------------- | -------------------------- | ------- | ------------- |
| 1  | TM | Alfonso Quesada       | 15 tháng 3, 1988 (17 tuổi) |         | Alajuelense   |
| 2  | HV | David Myrie           | 1 tháng 6, 1988 (17 tuổi)  |         | Liberia       |
| 3  | HV | Rudy Dawson (c)       | 8 tháng 5, 1988 (17 tuổi)  |         | Alajuelense   |
| 4  | TV | Brayan Jimenez        | 15 tháng 3, 1988 (17 tuổi) |         | Saprissa      |
| 5  | HV | Carlos Chacon         | 3 tháng 6, 1988 (17 tuổi)  |         | Barrio México |
| 6  | HV | David Calvo           | 3 tháng 10, 1988 (16 tuổi) |         | Alajuelense   |
| 7  | TV | Roberto Carrillo      | 1 tháng 1, 1988 (17 tuổi)  |         | Saprissa      |
| 8  | TĐ | Celso Borges          | 27 tháng 5, 1988 (17 tuổi) |         | Saprissa      |
| 9  | TĐ | Ariel Recinos         | 1 tháng 5, 1988 (17 tuổi)  |         | Brujas        |
| 10 | TV | Luis Diego Cordero    | 21 tháng 5, 1988 (17 tuổi) |         | Saprissa      |
| 11 | TĐ | Jean Carlos Solorzano | 8 tháng 1, 1988 (17 tuổi)  |         | Alajuelense   |
| 12 | TV | Esteban Rodríguez     | 25 tháng 1, 1988 (17 tuổi) |         | Liberia       |
| 13 | HV | Kendall Waston        | 1 tháng 1, 1988 (17 tuổi)  |         | Saprissa      |
| 14 | TV | Fernando Paniagua     | 9 tháng 9, 1988 (17 tuổi)  |         | Saprissa      |
| 15 | HV | Alonso Vargas         | 5 tháng 4, 1988 (17 tuổi)  |         | Alajuelense   |
| 16 | HV | Leslie Ramos          | 25 tháng 1, 1988 (17 tuổi) |         | Alajuelense   |
| 17 | TĐ | César Aguilar         | 7 tháng 10, 1990 (14 tuổi) |         | Saprissa      |
| 18 | TM | Armando Venegas       | 24 tháng 1, 1988 (17 tuổi) |         | Saprissa      |
| 19 | TĐ | Guillermo Guardia     | 24 tháng 4, 1988 (17 tuổi) |         | Alajuelense   |
| 20 | TM | Giancarlo Thompson    | 19 tháng 2, 1988 (17 tuổi) |         | Liberia       |

## Bảng B

### Uruguay
Huấn luyện viên:  Gustavo Ferrín
| Số | Vt | Cầu thủ               | Ngày sinh (tuổi)           | Số trận | Câu lạc bộ |
| -- | -- | --------------------- | -------------------------- | ------- | ---------- |
| 1  | TM | Yonatan Irrazabal     | 12 tháng 2, 1988 (17 tuổi) |         | Defensor   |
| 2  | TV | Gary Kagelmacher      | 21 tháng 4, 1988 (17 tuổi) |         | Danubio    |
| 3  | HV | Martín Díaz (c)       | 17 tháng 3, 1988 (17 tuổi) |         | Defensor   |
| 4  | HV | Damián Suárez         | 27 tháng 4, 1988 (17 tuổi) |         | Defensor   |
| 5  | HV | Alejandro González    | 23 tháng 3, 1988 (17 tuổi) |         | Peñarol    |
| 6  | HV | Maximiliano Arias     | 3 tháng 10, 1988 (16 tuổi) |         | Peñarol    |
| 7  | TV | Michel Acosta         | 14 tháng 2, 1988 (17 tuổi) |         | Paysandú   |
| 8  | TĐ | Marcel Román          | 7 tháng 2, 1988 (17 tuổi)  |         | Danubio    |
| 9  | TĐ | Elías Figueroa        | 26 tháng 1, 1988 (17 tuổi) |         | Liverpool  |
| 10 | TĐ | Gerardo Vonder Putten | 28 tháng 2, 1988 (17 tuổi) |         | Danubio    |
| 11 | TV | Enzo Scorza           | 1 tháng 3, 1988 (17 tuổi)  |         | Danubio    |
| 12 | TM | Mauro Goicoechea      | 27 tháng 3, 1988 (17 tuổi) |         | Danubio    |
| 13 | TĐ | Carlos Flores         | 4 tháng 2, 1988 (17 tuổi)  |         | Defensor   |
| 14 | HV | Diego Arismendi       | 25 tháng 1, 1988 (17 tuổi) |         | Nacional   |
| 15 | TV | Christian Paz         | 28 tháng 1, 1988 (17 tuổi) |         | Nacional   |
| 16 | TV | Marcelo González      | 18 tháng 7, 1988 (17 tuổi) |         | Danubio    |
| 17 | TĐ | Santiago Álvarez      | 29 tháng 6, 1989 (16 tuổi) |         | Racing     |
| 18 | TĐ | Vicente Olivera       | 27 tháng 7, 1988 (17 tuổi) |         | Danubio    |
| 19 | TV | Emiliano Alfaro       | 28 tháng 4, 1988 (17 tuổi) |         | Liverpool  |
| 20 | TM | Mathias Rolero        | 10 tháng 9, 1988 (17 tuổi) |         | Basañez    |

### México
Huấn luyện viên:  Jesús Ramírez
| Số | Vt | Cầu thủ             | Ngày sinh (tuổi)           | Số trận | Câu lạc bộ  |
| -- | -- | ------------------- | -------------------------- | ------- | ----------- |
| 1  | TM | Sergio Arias        | 27 tháng 2, 1988 (17 tuổi) |         | Guadalajara |
| 2  | HV | Patricio Araujo (c) | 30 tháng 1, 1988 (17 tuổi) |         | Guadalajara |
| 3  | HV | Efraín Juárez       | 22 tháng 2, 1988 (17 tuổi) |         | UNAM        |
| 4  | HV | Christian Sánchez   | 4 tháng 4, 1989 (16 tuổi)  |         | Atlas       |
| 5  | HV | Héctor Moreno       | 17 tháng 1, 1988 (17 tuổi) |         | UNAM        |
| 6  | HV | Omar Esparza        | 21 tháng 5, 1988 (17 tuổi) |         | Guadalajara |
| 7  | TV | Jorge Hernández     | 11 tháng 2, 1988 (17 tuổi) |         | Atlas       |
| 8  | TĐ | Giovani dos Santos  | 11 tháng 5, 1989 (16 tuổi) |         | Barcelona   |
| 9  | TĐ | Carlos Vela         | 1 tháng 3, 1989 (16 tuổi)  |         | Guadalajara |
| 10 | TĐ | Ever Guzmán         | 15 tháng 3, 1988 (17 tuổi) |         | Morelia     |
| 11 | TV | Mario Gallegos      | 15 tháng 4, 1988 (17 tuổi) |         | Atlas       |
| 12 | TM | Jesús Gallardo      | 16 tháng 1, 1988 (17 tuổi) |         | Atlas       |
| 13 | TV | Edgar Andrade       | 2 tháng 3, 1988 (17 tuổi)  |         | Cruz Azul   |
| 14 | TV | Heriberto Beltrán   | 3 tháng 3, 1988 (17 tuổi)  |         | Pachuca     |
| 15 | TV | Juan Carlos Silva   | 6 tháng 2, 1988 (17 tuổi)  |         | América     |
| 16 | HV | Adrián Aldrete      | 14 tháng 6, 1988 (17 tuổi) |         | Morelia     |
| 17 | HV | Pedro Valverde      | 6 tháng 4, 1988 (17 tuổi)  |         | Cruz Azul   |
| 18 | TV | César Villaluz      | 18 tháng 7, 1988 (17 tuổi) |         | Cruz Azul   |
| 19 | TM | Cristian Flores     | 30 tháng 4, 1988 (17 tuổi) |         | Atlas       |
| 20 | TĐ | Enrique Esqueda     | 19 tháng 4, 1988 (17 tuổi) |         | America     |

### Thổ Nhĩ Kỳ
Huấn luyện viên:  Abdullah Avcı
| Số | Vt | Cầu thủ         | Ngày sinh (tuổi)            | Số trận | Câu lạc bộ         |
| -- | -- | --------------- | --------------------------- | ------- | ------------------ |
| 1  | TM | Volkan Babacan  | 11 tháng 8, 1988 (17 tuổi)  |         | Fenerbahçe         |
| 2  | HV | Mehmet Yılmaz   | 26 tháng 3, 1988 (17 tuổi)  |         | Bursaspor          |
| 3  | HV | Ferhat Bıkmaz   | 6 tháng 7, 1988 (17 tuổi)   |         | Hannover 96        |
| 4  | HV | Erkan Ferin (c) | 20 tháng 3, 1988 (17 tuổi)  |         | Galatasaray        |
| 5  | HV | Serdar Keşçi    | 18 tháng 1, 1988 (17 tuổi)  |         | Galatasaray        |
| 6  | HV | Harun Karadaş   | 14 tháng 1, 1988 (17 tuổi)  |         | Galatasaray        |
| 7  | TV | Deniz Yılmaz    | 26 tháng 2, 1988 (17 tuổi)  |         | Bayern Munich      |
| 8  | TV | Caner Erkin     | 4 tháng 10, 1988 (16 tuổi)  |         | CSKA Moscow        |
| 9  | TĐ | Tevfik Köse     | 12 tháng 7, 1988 (17 tuổi)  |         | Bayer Leverkusen   |
| 10 | TV | Nuri Şahin      | 5 tháng 9, 1988 (17 tuổi)   |         | Borussia Dortmund  |
| 11 | TĐ | Özgürcan Özcan  | 10 tháng 4, 1988 (17 tuổi)  |         | Galatasaray        |
| 12 | TM | Onur Kıvrak     | 1 tháng 1, 1988 (17 tuổi)   |         | Karşıyaka          |
| 13 | HV | Emre Balak      | 11 tháng 8, 1988 (17 tuổi)  |         | Samsunspor         |
| 14 | TV | Aydın Yılmaz    | 29 tháng 1, 1988 (17 tuổi)  |         | Galatasaray        |
| 15 | HV | Anıl Taşdemir   | 1 tháng 1, 1988 (17 tuổi)   |         | Göztepe            |
| 16 | HV | Ergün Berisha   | 24 tháng 6, 1988 (17 tuổi)  |         | Grasshopper        |
| 17 | HV | Cengiz Çoban    | 20 tháng 1, 1988 (17 tuổi)  |         | Trabzonspor        |
| 18 | TV | Murat Duruer    | 15 tháng 1, 1988 (17 tuổi)  |         | Ankaragücü         |
| 19 | HV | Aykut Demir     | 22 tháng 10, 1988 (16 tuổi) |         | NAC Breda          |
| 20 | TM | Eray Birniçan   | 20 tháng 7, 1988 (17 tuổi)  |         | Yıldırım Bosnaspor |

### Úc
Huấn luyện viên:  Ange Postecoglou
| Số | Vt | Cầu thủ            | Ngày sinh (tuổi)            | Số trận | Câu lạc bộ                         |
| -- | -- | ------------------ | --------------------------- | ------- | ---------------------------------- |
| 1  | TM | Aleks Vrteski      | 28 tháng 9, 1988 (16 tuổi)  |         | Sorrento                           |
| 2  | HV | Jamie Cumming      | 19 tháng 8, 1988 (17 tuổi)  |         | Victorian Institute of Sport       |
| 3  | HV | David D'Apuzzo     | 5 tháng 9, 1988 (17 tuổi)   |         | Blacktown City                     |
| 4  | HV | Wade Oostendorp    | 20 tháng 4, 1988 (17 tuổi)  |         | Sydney FC                          |
| 5  | HV | Matthew Spiranovic | 27 tháng 6, 1988 (17 tuổi)  |         | Victorian Institute of Sport       |
| 6  | TV | Matthew Mullen     | 24 tháng 2, 1989 (16 tuổi)  |         | Australian Institute of Sport      |
| 7  | TV | Joel Allwright     | 4 tháng 3, 1988 (17 tuổi)   |         | Australian Institute of Sport      |
| 8  | TĐ | Robbie Kruse       | 5 tháng 10, 1988 (16 tuổi)  |         | Queensland Academy of Sport        |
| 9  | TĐ | David Williams¹    | 26 tháng 2, 1988 (17 tuổi)  |         | Queensland Academy of Sport        |
| 10 | TV | Kaz Patafta (c)    | 25 tháng 10, 1988 (16 tuổi) |         | Australian Institute of Sport      |
| 11 | TĐ | Daniel Miller      | 29 tháng 1, 1988 (17 tuổi)  |         | Preston Lions                      |
| 12 | TM | Daniel Ireland     | 20 tháng 1, 1989 (16 tuổi)  |         | New South Wales Institute of Sport |
| 13 | TV | Jason Trifiro      | 3 tháng 6, 1988 (17 tuổi)   |         | Westfields Sports High School      |
| 14 | TĐ | Nathan Burns       | 7 tháng 5, 1988 (17 tuổi)   |         | Westfields Sports High School      |
| 15 | HV | Blake Charity      | 27 tháng 2, 1988 (17 tuổi)  |         | Queensland Academy of Sport        |
| 16 | TV | Scott Jamieson     | 13 tháng 10, 1988 (16 tuổi) |         | Bolton Wanderers                   |
| 17 | TV | Leigh Broxham      | 13 tháng 1, 1988 (17 tuổi)  |         | Victorian Institute of Sport       |
| 18 | TM | Shanon Lancini     | 5 tháng 8, 1988 (17 tuổi)   |         | Queensland Academy of Sport        |
| 19 | TV | Matthew Hales      | 16 tháng 4, 1990 (15 tuổi)  |         | Queensland Academy of Sport        |
| 20 | TV | Brendan Maroney    | 6 tháng 5, 1988 (17 tuổi)   |         | Blacktown City                     |

¹ David Williams was initially selected as Australia's number 9, however, because he was part of the Australian squad for the 2005 FIFA World Youth Championship, and due to a new regulation introduced for the 2005 U-17 World Championship was ruled ineligible to participate.

## Bảng C

### Bờ Biển Ngà
Huấn luyện viên:  François Bohe
| Số | Vt | Cầu thủ                   | Ngày sinh (tuổi)            | Số trận | Câu lạc bộ           |
| -- | -- | ------------------------- | --------------------------- | ------- | -------------------- |
| 1  | TM | Ikossie Tahourou          | 25 tháng 12, 1989 (15 tuổi) |         | Academy Mimos-Sifcom |
| 2  | HV | Ali Keita                 | 1 tháng 10, 1988 (16 tuổi)  |         | CFDC                 |
| 3  | TV | Irenee Kouakou            | 20 tháng 3, 1988 (17 tuổi)  |         | Academy Mimos-Sifcom |
| 4  | HV | Romaric Bosson (c)        | 12 tháng 4, 1988 (17 tuổi)  |         | Stella Club          |
| 5  | HV | Marius Gnabouyou          | 8 tháng 12, 1988 (16 tuổi)  |         | Academy Mimos-Sifcom |
| 6  | HV | Jules Agoussi             | 19 tháng 9, 1990 (14 tuổi)  |         | Oryx                 |
| 7  | TV | Martial Yao               | 4 tháng 10, 1989 (15 tuổi)  |         | Academy Mimos-Sifcom |
| 8  | TV | Pacome Kouadio            | 25 tháng 12, 1988 (16 tuổi) |         | Academy Mimos-Sifcom |
| 9  | TĐ | Koffi Kouassi             | 17 tháng 11, 1989 (15 tuổi) |         | CFDC                 |
| 10 | TĐ | Alassane Diomande         | 28 tháng 11, 1988 (16 tuổi) |         | Stella Club          |
| 11 | TĐ | Ismaël Fofana             | 8 tháng 9, 1988 (17 tuổi)   |         | Academy Mimos-Sifcom |
| 12 | TĐ | Serge Kouadio             | 31 tháng 12, 1988 (16 tuổi) |         | Academy Mimos-Sifcom |
| 13 | HV | Zié Diabaté               | 2 tháng 3, 1989 (16 tuổi)   |         | IFER                 |
| 14 | TĐ | Abdul Moustapha Ouedraogo | 9 tháng 6, 1988 (17 tuổi)   |         | Academy Mimos-Sifcom |
| 15 | TV | Diarra Vamara             | 16 tháng 2, 1989 (16 tuổi)  |         | Stella Club          |
| 16 | TM | Yves Andy                 | 12 tháng 8, 1988 (17 tuổi)  |         | Academy Mimos-Sifcom |
| 17 | TĐ | Gilbert Kouadio           | 17 tháng 12, 1988 (16 tuổi) |         | EFYM                 |
| 18 | HV | Siaka Bamba               | 24 tháng 8, 1989 (16 tuổi)  |         | Oryx                 |
| 19 | TĐ | Boua Kourouma             | 26 tháng 4, 1988 (17 tuổi)  |         | CFDC                 |
| 20 | TM | Ibrahim Koné              | 5 tháng 12, 1989 (15 tuổi)  |         | Excellence           |

### Ý
Huấn luyện viên:  Francesco Rocca
| Số | Vt | Cầu thủ                  | Ngày sinh (tuổi)            | Số trận | Câu lạc bộ     |
| -- | -- | ------------------------ | --------------------------- | ------- | -------------- |
| 1  | TM | Enrico Alfonso           | 4 tháng 5, 1988 (17 tuổi)   |         | Chievo         |
| 2  | HV | Davide Brivio            | 17 tháng 3, 1988 (17 tuổi)  |         | Fiorentina     |
| 3  | HV | Lorenzo De Silvestri (c) | 23 tháng 5, 1988 (17 tuổi)  |         | Lazio          |
| 4  | HV | Manuel Angelucci         | 18 tháng 1, 1988 (17 tuổi)  |         | Ternana        |
| 5  | HV | Michele Cremonesi        | 15 tháng 4, 1988 (17 tuổi)  |         | Cremonese      |
| 6  | TV | Daniele Greco            | 27 tháng 4, 1988 (17 tuổi)  |         | Lazio          |
| 7  | TV | Tommaso D'Attoma         | 15 tháng 4, 1988 (17 tuổi)  |         | Lumezzane      |
| 8  | TV | Simone Palermo           | 17 tháng 8, 1988 (17 tuổi)  |         | Roma           |
| 9  | TĐ | Christian Tiboni         | 6 tháng 4, 1988 (17 tuổi)   |         | Atalanta       |
| 10 | TĐ | Andrea Russotto          | 25 tháng 5, 1988 (17 tuổi)  |         | Treviso        |
| 11 | TĐ | Salvatore Foti           | 8 tháng 8, 1988 (17 tuổi)   |         | Sampdoria      |
| 12 | TM | Paolo Tornaghi           | 21 tháng 6, 1988 (17 tuổi)  |         | Internazionale |
| 13 | HV | Fabio Phápschini         | 8 tháng 5, 1988 (17 tuổi)   |         | Lecce          |
| 14 | TV | Stefano Mauri            | 11 tháng 2, 1988 (17 tuổi)  |         | Atalanta       |
| 15 | TV | Matteo Mandorlini        | 22 tháng 10, 1988 (16 tuổi) |         | Parma          |
| 16 | TV | Matteo Scozzarella       | 5 tháng 6, 1988 (17 tuổi)   |         | Atalanta       |
| 17 | TV | Michael Cia              | 3 tháng 8, 1988 (17 tuổi)   |         | Südtirol       |
| 18 | TV | Marco Mancosu            | 22 tháng 8, 1988 (17 tuổi)  |         | Cagliari       |
| 19 | TĐ | Marco Dalla Costa        | 25 tháng 3, 1988 (17 tuổi)  |         | Internazionale |
| 20 | TM | Simone Santarelli        | 7 tháng 9, 1988 (17 tuổi)   |         | Lazio          |

### CHDCND Triều Tiên
Huấn luyện viên:  Jo Tong Sop
| Số | Vt | Cầu thủ          | Ngày sinh (tuổi)            | Số trận | Câu lạc bộ             |
| -- | -- | ---------------- | --------------------------- | ------- | ---------------------- |
| 1  | TM | Ju Kwang-Min     | 20 tháng 5, 1990 (15 tuổi)  |         | Kigwancha              |
| 2  | HV | Yun Myong-Song   | 21 tháng 4, 1988 (17 tuổi)  |         | Rimyongsu              |
| 3  | HV | Pak In-Gol       | 29 tháng 1, 1988 (17 tuổi)  |         | Sobaeksu               |
| 4  | TV | Pak Chol-Ryong   | 3 tháng 11, 1988 (16 tuổi)  |         | Kigwancha              |
| 5  | HV | Pak Nam-Chol     | 3 tháng 10, 1988 (16 tuổi)  |         | April 25               |
| 6  | TM | Kim Hyon-Chol    | 15 tháng 2, 1989 (16 tuổi)  |         | Kim Il-sung University |
| 7  | HV | Yun Yong-Il      | 31 tháng 7, 1988 (17 tuổi)  |         | Wolmido                |
| 8  | TV | Ri Chol-Myong    | 18 tháng 2, 1988 (17 tuổi)  |         | Muyŏk                  |
| 9  | TV | Choe Myong-Ho    | 3 tháng 7, 1988 (17 tuổi)   |         | Kyonggongop            |
| 10 | TĐ | Ri Hung-Ryong    | 22 tháng 9, 1988 (16 tuổi)  |         | Kim Il-sung University |
| 11 | TĐ | Pak Chol-Min     | 10 tháng 12, 1988 (16 tuổi) |         | Rimyongsu              |
| 12 | TV | Kim Kuk-Jin      | 5 tháng 1, 1989 (16 tuổi)   |         | Pyongyang              |
| 13 | HV | Jon Kwang-Ik (c) | 5 tháng 4, 1988 (17 tuổi)   |         | Amrokgang              |
| 14 | TV | Kim Chol-Ung     | 5 tháng 5, 1988 (17 tuổi)   |         | Kyonggongop            |
| 15 | TĐ | Myong In-Ho      | 15 tháng 6, 1988 (17 tuổi)  |         | Sobaeksu               |
| 16 | HV | Pin Sok-Chol     | 22 tháng 8, 1988 (17 tuổi)  |         | Kigwancha              |
| 17 | HV | Mun Kyong-Nam    | 8 tháng 4, 1989 (16 tuổi)   |         | Amrokgang              |
| 18 | TĐ | Jong Chol-Min    | 29 tháng 10, 1988 (16 tuổi) |         | Rimyongsu              |
| 19 | TV | Kim Kyong-Il     | 11 tháng 12, 1988 (16 tuổi) |         | Rimyongsu              |
| 20 | TM | Pak Kyong-Il     | 1 tháng 1, 1988 (17 tuổi)   |         | April 25               |

### Hoa Kỳ
Huấn luyện viên:  John Hackworth
| Số | Vt | Cầu thủ            | Ngày sinh (tuổi)            | Số trận | Câu lạc bộ            |
| -- | -- | ------------------ | --------------------------- | ------- | --------------------- |
| 1  | TM | Bryant Rueckner    | 20 tháng 1, 1988 (17 tuổi)  |         | PSG California        |
| 2  | HV | Amaechi Igwe       | 20 tháng 5, 1988 (17 tuổi)  |         | Santa Clara Sporting  |
| 3  | HV | Kevin Alston       | 5 tháng 5, 1988 (17 tuổi)   |         | Potomac Cougars       |
| 4  | TĐ | Jozy Altidore      | 6 tháng 11, 1989 (15 tuổi)  |         | Boca Juniors          |
| 5  | HV | Ofori Sarkodie (c) | 18 tháng 6, 1988 (17 tuổi)  |         | Chicago Magic         |
| 6  | TĐ | Quavas Kirk        | 13 tháng 4, 1988 (17 tuổi)  |         | Los Angeles Galaxy    |
| 7  | TĐ | Omar Gonzalez      | 11 tháng 10, 1988 (16 tuổi) |         | Dallas Texans         |
| 8  | TV | Kyle Nakazawa      | 16 tháng 3, 1988 (17 tuổi)  |         | ISC Strikers          |
| 9  | TĐ | Preston Zimmerman  | 21 tháng 11, 1988 (16 tuổi) |         | Crossfire Premier     |
| 10 | TĐ | David Arvizu       | 19 tháng 4, 1988 (17 tuổi)  |         | Pateadores            |
| 11 | TV | Ryan Soroka        | 5 tháng 3, 1988 (17 tuổi)   |         | FC Delco              |
| 12 | TV | Gabriel Farfan     | 23 tháng 6, 1988 (17 tuổi)  |         | La Jolla Nomads       |
| 13 | HV | Blake Wagner       | 29 tháng 1, 1988 (17 tuổi)  |         | HC United             |
| 14 | HV | Neven Subotić      | 10 tháng 12, 1988 (16 tuổi) |         | Manatee Magic         |
| 15 | TV | Dan Kelly          | 29 tháng 3, 1989 (16 tuổi)  |         | Tennessee Futbol Club |
| 16 | TV | Nikolas Besagno    | 15 tháng 11, 1988 (16 tuổi) |         | Real Salt Lake        |
| 17 | TV | Jeremy Hall        | 11 tháng 9, 1988 (17 tuổi)  |         | HC United             |
| 18 | TM | Diego Restrepo     | 25 tháng 2, 1988 (17 tuổi)  |         | West Kendall SC       |
| 19 | TV | Michael Farfan     | 23 tháng 6, 1988 (17 tuổi)  |         | La Jolla Nomads       |
| 20 | TM | Brian Perk         | 21 tháng 7, 1989 (16 tuổi)  |         | Pateadores            |

## Bảng D

### Hà Lan
Huấn luyện viên:  Ruud Kaiser
| Số | Vt | Cầu thủ                  | Ngày sinh (tuổi)            | Số trận | Câu lạc bộ       |
| -- | -- | ------------------------ | --------------------------- | ------- | ---------------- |
| 1  | TM | Tim Krul                 | 3 tháng 4, 1988 (17 tuổi)   |         | Newcastle United |
| 2  | HV | Tom Hiariej              | 25 tháng 7, 1988 (17 tuổi)  |         | Groningen        |
| 3  | HV | Dirk Marcellis (c)       | 23 tháng 4, 1988 (17 tuổi)  |         | PSV              |
| 4  | HV | Jordy Buijs              | 28 tháng 12, 1988 (16 tuổi) |         | Feyenoord        |
| 5  | HV | Martijn van der Laan     | 29 tháng 7, 1988 (17 tuổi)  |         | Groningen        |
| 6  | TV | Ruud Vormer              | 11 tháng 5, 1988 (17 tuổi)  |         | AZ               |
| 7  | TĐ | Melvin Zaalman           | 17 tháng 6, 1988 (17 tuổi)  |         | Sparta Rotterdam |
| 8  | TV | Jeffrey Sarpong          | 3 tháng 8, 1988 (17 tuổi)   |         | Ajax             |
| 9  | TĐ | Diego Biseswar           | 8 tháng 3, 1988 (17 tuổi)   |         | Feyenoord        |
| 10 | TV | Vurnon Anita             | 4 tháng 4, 1989 (16 tuổi)   |         | Ajax             |
| 11 | TĐ | John Goossens            | 25 tháng 7, 1988 (17 tuổi)  |         | Ajax             |
| 12 | TV | Niels Vorthoren          | 21 tháng 2, 1988 (17 tuổi)  |         | Willem II        |
| 13 | TM | Koen Verhoeff            | 6 tháng 3, 1988 (17 tuổi)   |         | Ajax             |
| 14 | HV | Mike van der Kooij       | 30 tháng 1, 1989 (16 tuổi)  |         | Utrecht          |
| 15 | HV | Erik Pieters             | 7 tháng 8, 1988 (17 tuổi)   |         | Utrecht          |
| 16 | TM | Nicholas Skverer         | 14 tháng 1, 1988 (17 tuổi)  |         | NEC              |
| 17 | TĐ | Marvin Emnes             | 27 tháng 5, 1988 (17 tuổi)  |         | Sparta Rotterdam |
| 18 | TV | Geert Arend Roorda       | 2 tháng 3, 1988 (17 tuổi)   |         | Heerenveen       |
| 19 | TĐ | Mitchell Schet           | 28 tháng 1, 1988 (17 tuổi)  |         | Feyenoord        |
| 20 | TV | Jan-Arie van der Heijden | 3 tháng 3, 1988 (17 tuổi)   |         | Ajax             |

### Qatar
Huấn luyện viên:  Tini Ruijs
| Số | Vt | Cầu thủ              | Ngày sinh (tuổi)            | Số trận | Câu lạc bộ   |
| -- | -- | -------------------- | --------------------------- | ------- | ------------ |
| 1  | TM | Ghaith Al Mohannadi  | 2 tháng 11, 1988 (16 tuổi)  |         | Al-Khor      |
| 2  | HV | Marzouq Al Qutatti   | 22 tháng 5, 1988 (17 tuổi)  |         | Al-Gharrafa  |
| 3  | HV | Ali Solaiman         | 9 tháng 2, 1988 (17 tuổi)   |         | Al-Ahli      |
| 4  | HV | Ahmed Al Emais       | 6 tháng 7, 1988 (17 tuổi)   |         | Al-Ahli      |
| 5  | HV | Johar Al Kaabi (c)   | 9 tháng 6, 1988 (17 tuổi)   |         | Al-Arabi     |
| 6  | TV | Abdulaziz Al Sulaiti | 11 tháng 6, 1988 (17 tuổi)  |         | Al-Arabi     |
| 7  | TV | Faisal Al Shuaibi    | 16 tháng 6, 1988 (17 tuổi)  |         | Al-Wakra     |
| 8  | TV | Abdulla Al Kuwari    | 16 tháng 4, 1988 (17 tuổi)  |         | Qatar Sports |
| 9  | TĐ | Ali Yahya            | 20 tháng 1, 1988 (17 tuổi)  |         | Al-Sadd      |
| 10 | TV | Mohammed Al Yazidi   | 30 tháng 10, 1988 (16 tuổi) |         | Al-Sadd      |
| 11 | TV | Khalid Al Abdulla    | 7 tháng 1, 1988 (17 tuổi)   |         | Al-Arabi     |
| 12 | TM | Amro Shana           | 28 tháng 3, 1988 (17 tuổi)  |         | Al-Arabi     |
| 13 | HV | Abdulla Al Eidh      | 22 tháng 3, 1988 (17 tuổi)  |         | Al-Rayyan    |
| 14 | TV | Khalfan Ibrahim      | 18 tháng 2, 1988 (17 tuổi)  |         | Al-Sadd      |
| 15 | TĐ | Yusef Ali            | 14 tháng 10, 1988 (16 tuổi) |         | Al-Sadd      |
| 16 | TV | Hamood Al Yazidi     | 28 tháng 5, 1988 (17 tuổi)  |         | Al-Sadd      |
| 17 | HV | Khalid Al Sulaiti    | 26 tháng 4, 1988 (17 tuổi)  |         | Al-Arabi     |
| 18 | TĐ | Abdulaziz Al Kuwari  | 17 tháng 5, 1988 (17 tuổi)  |         | Qatar Sports |
| 19 | TĐ | Jaralla Al Marri     | 3 tháng 4, 1988 (17 tuổi)   |         | Al-Rayyan    |
| 20 | TM | Jabor Essa           | 5 tháng 7, 1988 (17 tuổi)   |         | Al-Sadd      |

### Brasil
Huấn luyện viên:  Nelson Rodrigues
| Số | Vt | Cầu thủ        | Ngày sinh (tuổi)            | Số trận | Câu lạc bộ          |
| -- | -- | -------------- | --------------------------- | ------- | ------------------- |
| 1  | TM | Felipe         | 10 tháng 1, 1988 (17 tuổi)  |         | Santos              |
| 2  | HV | Leyrielton     | 22 tháng 6, 1988 (17 tuổi)  |         | Goiás               |
| 3  | HV | Sidnei         | 23 tháng 8, 1989 (16 tuổi)  |         | Internacional       |
| 4  | HV | Samuel         | 7 tháng 3, 1988 (17 tuổi)   |         | Atlético Mineiro    |
| 5  | TV | Roberto        | 24 tháng 4, 1988 (17 tuổi)  |         | Guarani             |
| 6  | HV | Marcelo        | 12 tháng 5, 1988 (17 tuổi)  |         | Fluminense          |
| 7  | TV | Denílson (c)   | 16 tháng 2, 1988 (17 tuổi)  |         | São Paulo           |
| 8  | TĐ | Anderson       | 13 tháng 4, 1988 (17 tuổi)  |         | Grêmio              |
| 9  | TĐ | Igor           | 14 tháng 6, 1988 (17 tuổi)  |         | Corinthians         |
| 10 | TV | Ramón          | 24 tháng 5, 1988 (17 tuổi)  |         | Atlético Mineiro    |
| 11 | TĐ | Bruno Mezenga  | 8 tháng 8, 1988 (17 tuổi)   |         | Flamengo            |
| 12 | TM | Luiz Carlos    | 24 tháng 5, 1988 (17 tuổi)  |         | Internacional       |
| 13 | HV | Vinícius       | 7 tháng 1, 1988 (17 tuổi)   |         | Palmeiras           |
| 14 | HV | Simões         | 4 tháng 7, 1988 (17 tuổi)   |         | Botafogo            |
| 15 | TM | João           | 6 tháng 4, 1988 (17 tuổi)   |         | Atlético Paranaense |
| 16 | TV | Maurício       | 21 tháng 10, 1988 (16 tuổi) |         | Corinthians         |
| 17 | TV | Tácio          | 21 tháng 1, 1988 (17 tuổi)  |         | Vitória             |
| 18 | TV | Renato Augusto | 8 tháng 2, 1988 (17 tuổi)   |         | Flamengo            |
| 19 | TV | Celso          | 18 tháng 10, 1988 (16 tuổi) |         | Portuguesa          |
| 20 | TĐ | Cláudio        | 27 tháng 3, 1987 (18 tuổi)  |         | Palmeiras           |

### Gambia
Huấn luyện viên:  Fred Osam-Duodu
| Số | Vt | Cầu thủ           | Ngày sinh (tuổi)            | Số trận | Câu lạc bộ             |
| -- | -- | ----------------- | --------------------------- | ------- | ---------------------- |
| 1  | TM | Abdoulie Njie     | 1 tháng 3, 1988 (17 tuổi)   |         | Steve Biko             |
| 2  | HV | Pierre Gomez      | 3 tháng 5, 1989 (16 tuổi)   |         | Banjul Hawks           |
| 3  | HV | Ousman Sonko      | 2 tháng 10, 1988 (16 tuổi)  |         | Gambia Ports Authority |
| 4  | HV | Alagie Ngum       | 18 tháng 10, 1988 (16 tuổi) |         | GAMTEL                 |
| 5  | HV | Lamin Conteh      | 22 tháng 8, 1989 (16 tuổi)  |         | Africell               |
| 6  | HV | Mandou Bojang     | 18 tháng 11, 1988 (16 tuổi) |         | Gambia Ports Authority |
| 7  | TĐ | Edi Faye          | 14 tháng 7, 1989 (16 tuổi)  |         | Africell               |
| 8  | HV | George Cole       | 11 tháng 8, 1989 (16 tuổi)  |         | Wallidan               |
| 9  | TĐ | Momodou Ceesay    | 24 tháng 12, 1988 (16 tuổi) |         | Wallidan               |
| 10 | TV | Omar Mbye         | 28 tháng 12, 1989 (15 tuổi) |         | GAMTEL                 |
| 11 | HV | Ebrima Sohna      | 14 tháng 12, 1988 (16 tuổi) |         | Wallidan               |
| 12 | TV | Kenny Mansally    | 27 tháng 1, 1989 (16 tuổi)  |         | Real Banjul            |
| 13 | TĐ | Pa Modou Jagne    | 26 tháng 12, 1989 (15 tuổi) |         | Gambia Ports Authority |
| 14 | TV | Sainey Nyassi     | 31 tháng 1, 1989 (16 tuổi)  |         | Gambia Ports Authority |
| 15 | TV | Tijan Jaiteh      | 31 tháng 12, 1988 (16 tuổi) |         | Gambia Ports Authority |
| 16 | TM | Babucarr Suso     | 11 tháng 9, 1989 (16 tuổi)  |         | Africell               |
| 17 | TV | Sanna Nyassi      | 31 tháng 1, 1989 (16 tuổi)  |         | Gambia Ports Authority |
| 18 | HV | Sajar Leigh       | 24 tháng 11, 1988 (16 tuổi) |         | Africell               |
| 19 | TM | Christopher Allen | 19 tháng 12, 1989 (15 tuổi) |         | GAMTEL                 |
| 20 | TV | Ousman Jallow (c) | 21 tháng 10, 1988 (16 tuổi) |         | Wallidan               |